# Igeltenreks
Die Igeltenreks (auch Igel-Tenreks) oder Borstenigel (Tenrecinae) bilden eine Unterfamilie der Tenreks (Tenrecidae). Sie zählen wohl zu den bekanntesten Vertretern ihrer Familie. Diese Gruppe wird in vier Gattungen mit fünf Arten eingeteilt:
- Großer Tenrek (Tenrec ecaudatus)
- Streifentenreks (Hemicentetes), 2 Arten
- Großer Igeltenrek (Setifer setosus)
- Kleiner Igeltenrek (Echinops telfairi)

Igeltenreks leben fast ausschließlich auf Madagaskar, lediglich der Große Tenrek kommt auch auf einigen Inseln der Umgebung vor.
Der Große und der Kleine Igeltenrek sind durch ein ausgesprochenes Stachelkleid am Rücken gekennzeichnet, die ihnen ein besonders igelähnliches Aussehen verleihen. Die beiden anderen Gattungen haben ein borstiges Rückenfell, aus dem höchstens einige Stacheln herausragen. Sie sind durch eine spitze Schnauze gekennzeichnet, der Schwanz ist verkümmert oder fehlt ganz. 
Igeltenreks sind meist nachtaktive Tiere, die sich tagsüber in Erdbaue zurückziehen und, außer dem Streifentenrek, generell einzelgängerisch leben. Ihre Nahrung besteht vorwiegend aus wirbellosen Tieren wie Insekten, Regenwürmern und Weichtieren, gelegentlich nehmen sie auch kleine Wirbeltiere zu sich.
Die Paarung erfolgt im madagassischen Frühling (meist September bis Oktober) und nach 45- bis 70-tägiger Tragzeit kommen meist zwischen zwei und 15 Jungtiere zur Welt. Beim Großen Tenrek kann die Wurfgröße bis zu 32 betragen, was Rekord unter den Säugetieren darstellt. Die Jungtiere wachsen sehr schnell und paaren sich das erste Mal nach dem ersten Winter. 
Aufgrund ihrer Fähigkeit, auch auf Feldern und in menschlicher Nähe zu leben, gehören die Igeltenreks nicht zu den bedrohten Tierarten.